# Tambak Wedi
Tambak Wedi is een bestuurslaag in het regentschap Soerabaja van de provincie Oost-Java, Indonesië. Tambak Wedi telt 14.931 inwoners (volkstelling 2010).